# San Andres (Romblon)
San Andres è una municipalità di quinta classe delle Filippine, situata nella Provincia di Romblon, nella regione di Mimaropa.
San Andres è formata da 13 baranggay:
- Agpudlos
- Calunacon
- Doña Trinidad
- Juncarlo
- Linawan
- Mabini
- Marigondon Norte
- Marigondon Sur
- Matutuna
- Pag-Alad
- Poblacion
- Tan-Agan
- Victoria